# Bywar
Bywar foi uma banda brasileira de thrash metal de São Paulo. Formada em 1996 e extinta em 2013, período em que lançou quatro álbuns de estúdio.

## História
O Bywar surgiu em 1996 na cidade de São Caetano do Sul, formado inicialmente por Adriano Perfetto no vocal e guitarra, Victor Regep no baixo, e Enrico Ozio na bateria. Ainda nesse ano junta-se à banda o baixista Helio Patrizzi, deixando Victor livre para assumir a segunda guitarra. Com essa formação gravam a primeira demo, The Evil's Attack, lançada de forma independente em 1998.
O primeiro álbum da banda, Invincible War, saiu em 2002 pela extinta Hate Storm Records. O disco resgata o velho thrash metal oitentista, influenciados por bandas como Kreator, Destruction e Sodom. Em 2004, Renan Roveran assumiu a guitarra, após a saída de Victor Regep. A boa recepção levou o grupo a lançar seu segundo álbum, Heretic Signs, dessa vez pela Kill Again Records, em 2005. Nesse mesmo ano também é lançado um split com a banda Violator, intitulado Violent War.
Twelve Devil's Graveyards, terceiro álbum do grupo, foi lançado em 2007. No ano seguinte se apresentam em São Paulo ao lado dos alemães do Desaster. Em 2011 é registrado o último disco da banda, Abduction, lançado pela Mutilation Records.
Em 2013, após 17 anos de atividades, a banda anuncia seu fim.

## Integrantes
- Adriano Perfetto – vocal
- Victor Regep – guitarra (1ª formação)
- Renan Roveran – guitarra (2ª formação)
- Hélio Patrizzi – baixo
- Enrico Ozio - bateria

## Discografia

### Álbuns de estúdio
- Invincible War (2002)
- Heretic Signs (2005)
- Twelve Devil's Graveyards (2007)
- Abduction (2011)

### Demo-tapes
- "The Evil's Attack" (1999)

## Videografia

### Clipes
- "Heretic Signs" (do álbum Heretic Signs) (2005)